# Yukiko
Yukiko (jap. ゆきこ, ユキコ) – żeńskie imię japońskie.

## Możliwa pisownia
Yukiko można zapisać, używając wielu różnych znaków kanji i może znaczyć m.in.:
- 雪子, „dziecko śniegu”[1]
- 幸子, „dziecko szczęścia”[1] (występuje też inna wymowa tego imienia: Sachiko)
- 亮子, „jasny/przejrzysty, dziecko”
- 有紀子, „istnieć, rekord, dziecko”
- 有希子, „istnieć, nadzieja, dziecko”
- 夕紀子, „nazwa, rekord, dziecko”
- 由岐子, „powód, wysoki, dziecko”
- 由紀子, „powód, rekord, dziecko”
- 由希子, „powód, nadzieja, dziecko”

## Znane osoby
- Yukiko Ebata (幸子), japońska siatkarka
- Yukiko Iwai (由希子), japońska seiyū
- Yukiko Fujisawa (亮子), japońska łyżwiarka figurowa
- Yukiko Kashiwagi (由紀子), japońska aktorka
- Yukiko Kawasaki (由紀子), japońska łyżwiarka figurowa
- Yukiko Okamoto (夕紀子), japońska piosenkarka

## Fikcyjne postacie
- Yukiko Amagi (雪子), bohaterka gry komputerowej Persona 4
- Yukiko Kudō (有希子), bohaterka mangi i anime Detektyw Conan
- Yukiko Hirohara (雪子), bohaterka gry, mangi i anime 11 Eyes